# گیاه‌پارچ اپندیکولاتا
گیاه‌پارچ اپندیکولاتا (نام علمی: Nepenthes appendiculata) نام یک گونه از سرده گیاه پارچ است.